# Liste der Monuments historiques in Bazoilles-et-Ménil
Die Liste der Monuments historiques in Bazoilles-et-Ménil führt die Monuments historiques in der französischen Gemeinde Bazoilles-et-Ménil auf.

## Liste der Objekte
| Bezeichnung                 | Beschreibung                                             | Standort                           | Kennzeichnung | Schutzstatus | Datum | Bild |
| --------------------------- | -------------------------------------------------------- | ---------------------------------- | ------------- | ------------ | ----- | ---- |
| Skulptur Madonna mit Kind   | Stein, farbig gefasst, erste Hälfte des 16. Jahrhunderts | außen an der Kirche St-Remy (Lage) | PM88000047    | Classé       | 1965  |      |
| Skulptur Heilige Barbara    | Stein, farbig gefasst, 16. Jahrhundert                   | in der Kirche St-Remy (Lage)       | PM88000048    | Classé       | 1965  |      |
| Skulptur Heiliger Sebastian | Stein, farbig gefasst, Anfang des 16. Jahrhunderts       | in der Kirche St-Remy (Lage)       | PM88000046    | Classé       | 1965  |      |